# 834

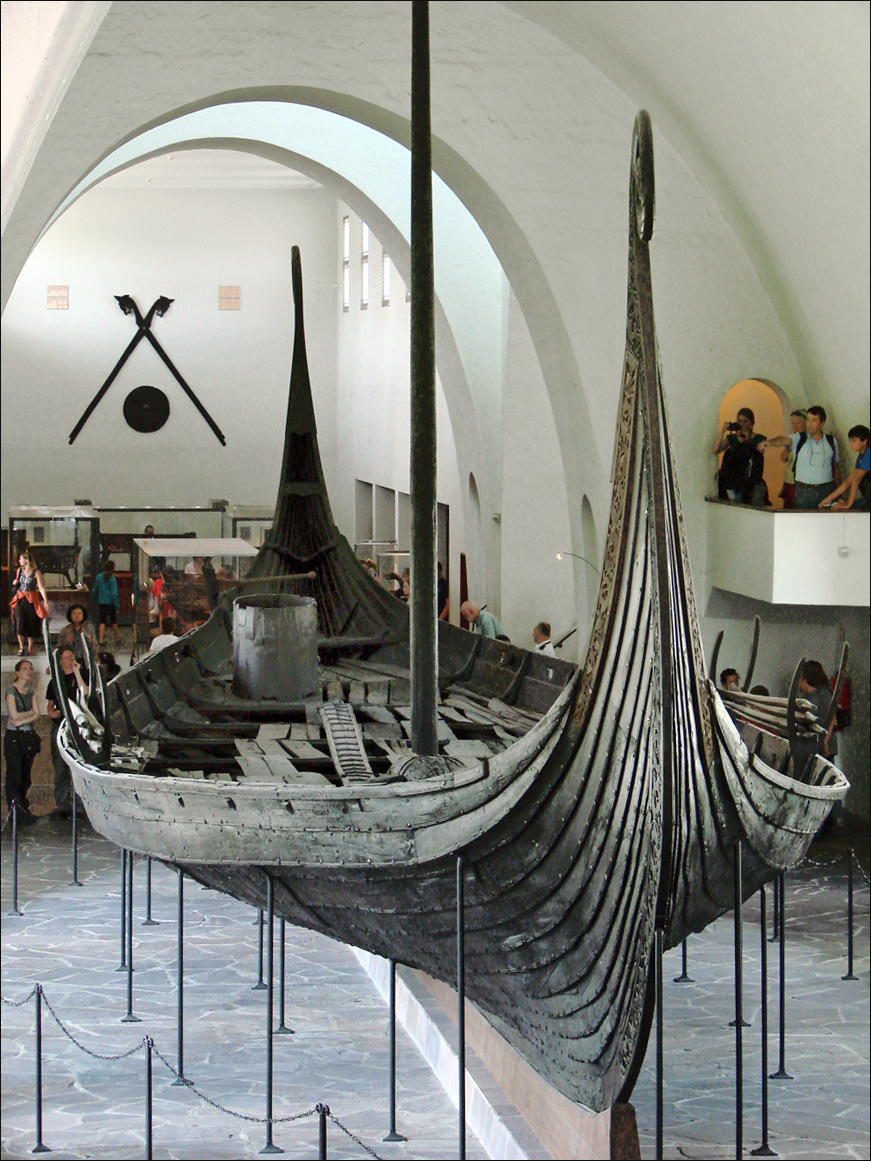
Het Osebergschip (Vikingschip Museum)

Het jaar 834 is het 34e jaar in de 9e eeuw volgens de christelijke jaartelling.

## Gebeurtenissen

### Europa
- Voorjaar - Lotharius I, oudste zoon van keizer Lodewijk I ("de Vrome"), claimt de opperheerschappij over het Frankische Rijk en wil de Ordinatio Imperii (een verordening ingevoerd door Karel de Grote) herstellen. Hierop komen zijn broers Pepijn I en Lodewijk de Duitser in opstand en zetten hun vader terug op de troon. Lotharius wordt verbannen naar Italië.
- Vikingen uit Denemarken plunderen Dorestad, een van de belangrijkste handelscentra in Noordwest-Europa. Nadat de nederzetting is verwoest worden de meeste inwoners vermoord of als slaaf gevangengenomen.
- Het Osebergschip, een Vikingschip, wordt voor een begrafenis bijgezet in een grafheuvel nabij Tønsberg (huidige Noorwegen). In het schip liggen twee edelvrouwen met hun persoonlijke bezittingen.
- In Bretagne wordt tevergeefs een complot gesmeed tegen Lodewijk I, door een aantal Frankische edelen. De steden Nantes en Angers zijn verwikkeld in een strijd over de heerschappij van Rennes.

### Arabië
- Kalief Al-Mu'tasim van de Abbasiden onderdrukt een opstand van de Zott, een Indo-Arische volksstam uit India. Na zijn succesvolle militaire campagne houdt hij een triomfantelijke intocht in Bagdad.

## Religie
- Ansegisus, Frankisch abt en adviseur van voormalig keizer Karel de Grote, overlijdt in Normandië en wordt begraven in de abdij van Fontenelle (of 833).

## Geboren
- Ethelbald, koning van Wessex (waarschijnlijke datum)

## Overleden
- Ansegisus, Frankisch abt en rechtsgeleerde (of 833)
- Frederik van Utrecht, Fries bisschop (of 838)
- Fridugisus, Angelsaksisch abt en aartskanselier (waarschijnlijke datum)
- Odo I van Orléans, Frankisch edelman